# Landsgemeinde

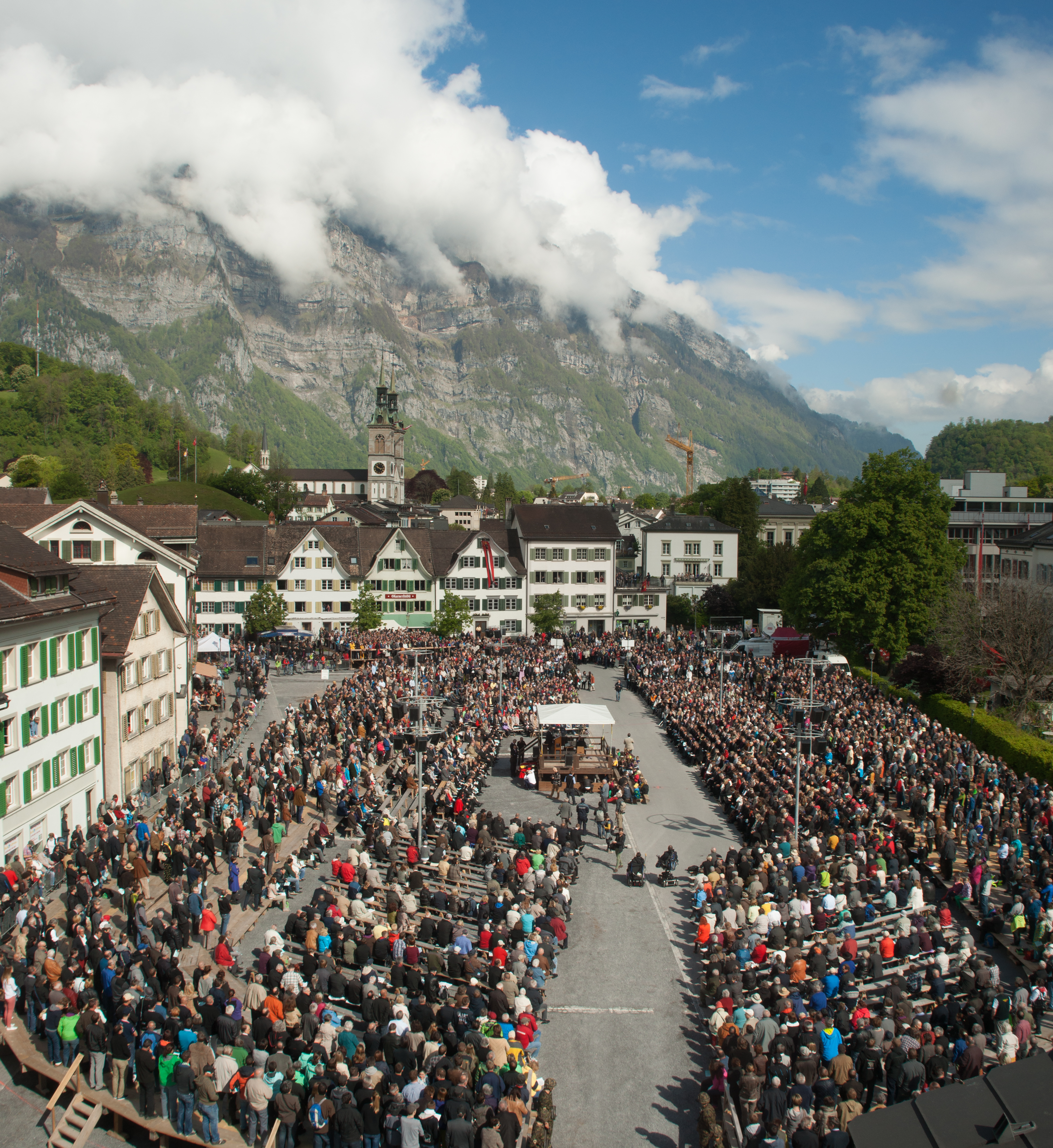
Asamblea celebrada en Glaris en 2014.

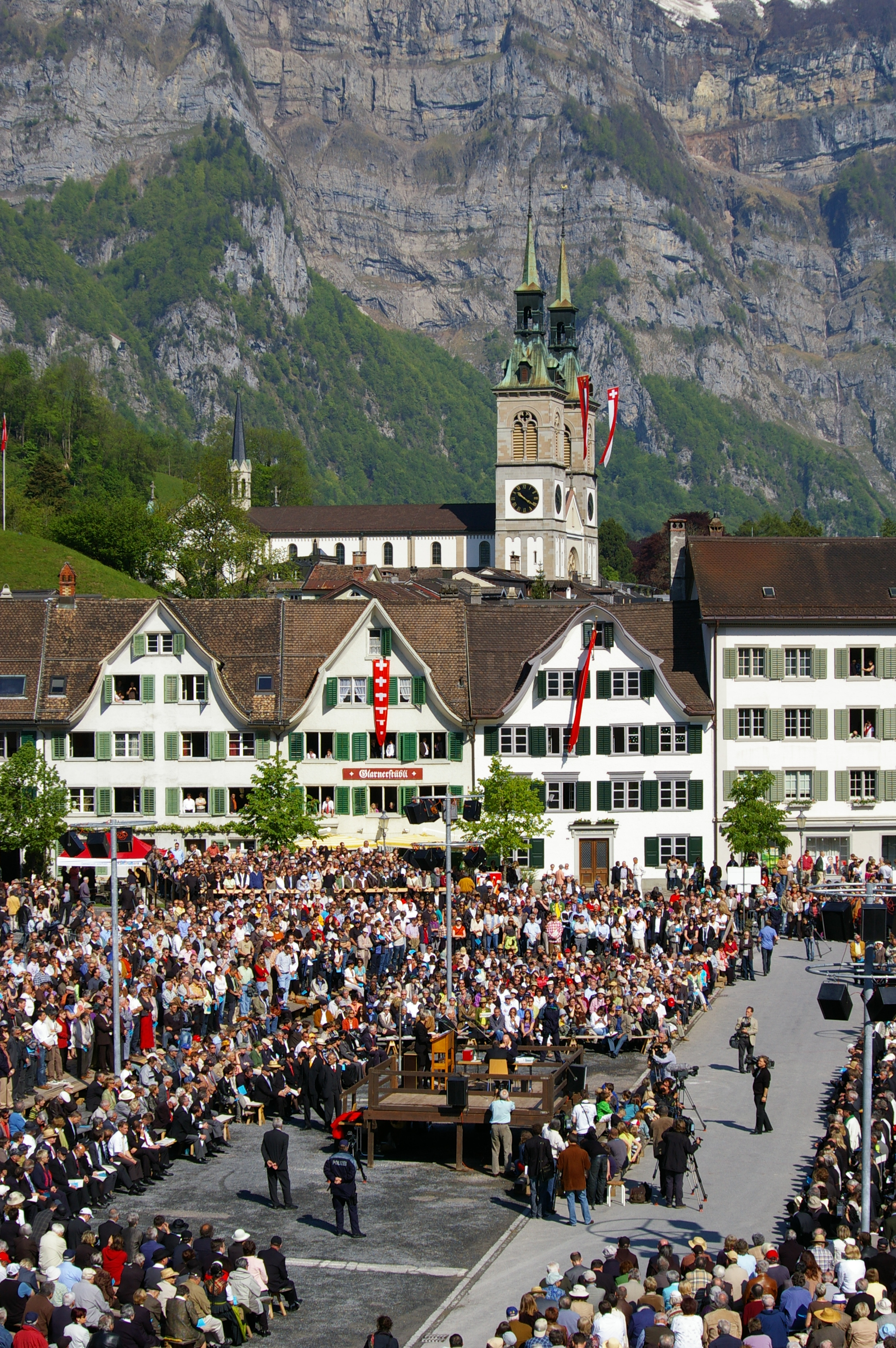
2009

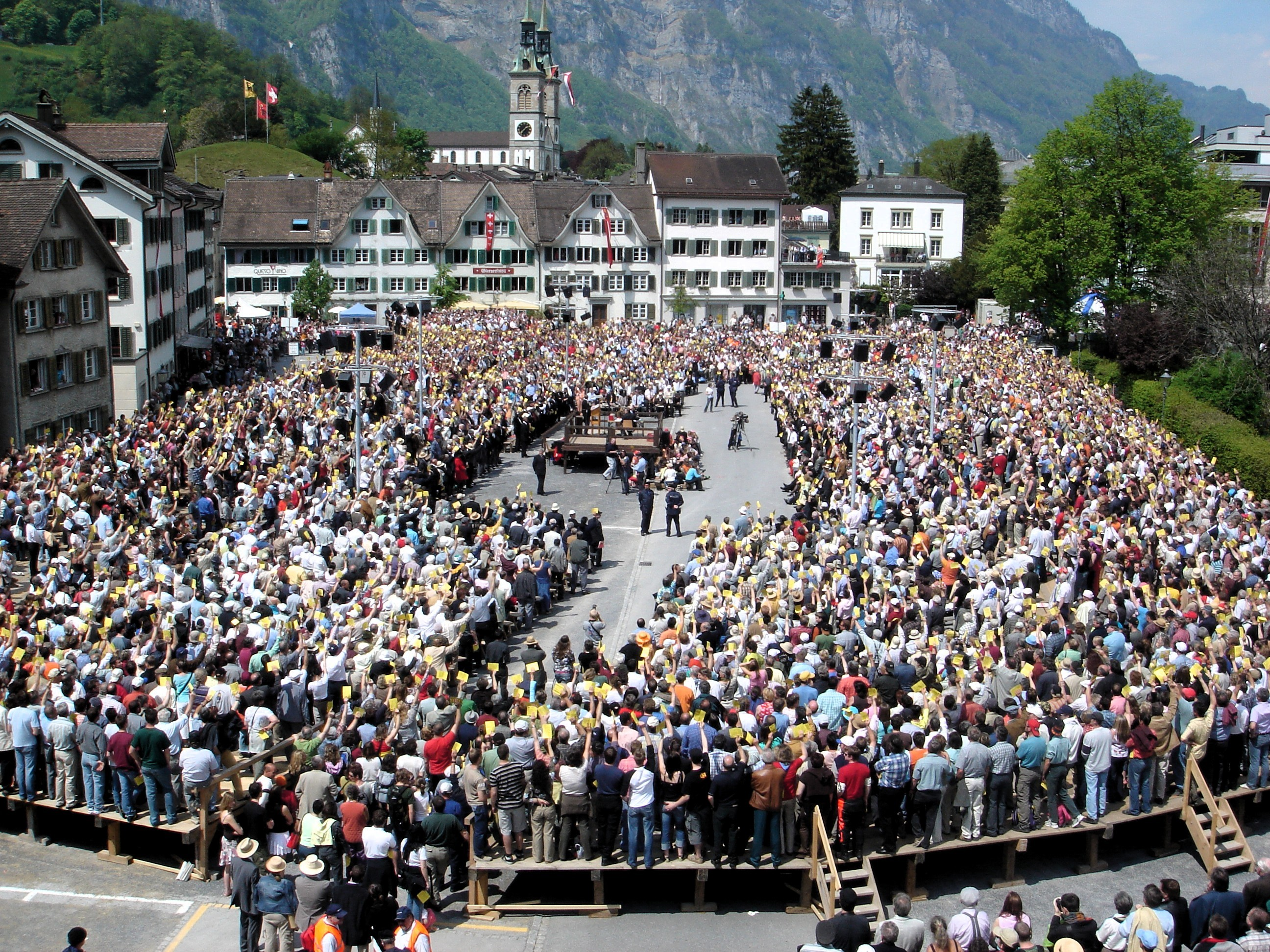
2006

Landsgemeinde (pronunciación en alemán: /ˈlantsɡəˌmaɪndə/) (o asamblea cantonal) es una expresión en idioma alemán que puede traducirse como ‘asamblea territorial’, que se emplea en sociología y politología para referirse al sistema electoral de la participación directa basado en asambleas populares, practicado tradicionalmente en las regiones montañosas de Europa Central y adoptado particularmente de manera institucional en dos cantones de Suiza: Appenzell Rodas Interiores y Glaris.

## Características
La práctica de las asambleas en las zonas montañosas de la Europa central es de origen remoto y fue incluida en el antiguo derecho germánico en varios Estados y diversos cantones. En las localidades de los cantones y semicantones de Suiza, esta forma de participación se ha convertido en una de las instituciones del país. Las asambleas tienen por función decidir la elección del Consejo, de los tribunales y funcionarios principales, así como la revisión de la constitución, aprobación y discusión de proyectos de ley y el presupuesto, concesión de ciudadanía, creación y suspensión de cargos. Las asambleas tienen lugar tradicionalmente una vez al año, celebrándose en plaza pública o pradera un domingo de los meses de abril o mayo. El Landmann, quien a su vez preside el Consejo cantonal, presenta y dirige el encuentro, cuyo trabajo es preparado por el Consejo cantonal, o asamblea política restringida, a quien corresponden ciertas iniciativas, como la aprobación de las propuestas de los ciudadanos para su inclusión en el orden del día.
Algunos especialistas, como Alberto A. Spota y Roberto Lopresti, abogan por la extensión de las asambleas a sociedades en que rijan sistemas electorales preponderantemente de carácter indirecto, como recreación, pulmón e incentivo a la participación popular, en instituciones comunales o vecinales. La totalidad del cuerpo electoral no sólo está investida formalmente del poder supremo, sino que lo ejerce efectivamente mediante una reunión anual.

## Funciones
La Landsgemeinde actúa a modo de asamblea legislativa y de gobierno. El Parlamento del Cantón prepara el trabajo de esta asamblea y posteriormente ejecuta sus decisiones. Sus funciones legislativas principales son, entre otras, la revisión de la Constitución cantonal, la aprobación de proyectos de ley y el presupuesto cantonal, asumiendo también funciones electorales como la elección del Consejo de Gobierno del cantón, los jueces de los tribunales principales y los funcionarios superiores de la administración.

## Uso actual
| Uri                        | Última Landsgemeinde el 6 de mayo de 1928.                                                                   |
| Schwyz                     | Abolida en 1848.                                                                                             |
| Obwalden                   | Abolida por votación el 29 de noviembre de 1998.                                                             |
| Nidwalden                  | Abolida el 1 de diciembre de 1996.                                                                           |
| Glarus                     | Todavía en uso.                                                                                              |
| Zug                        | Abolida en 1848.                                                                                             |
| Appenzell Rodas Interiores | Todavía en uso.                                                                                              |
| Appenzell Rodas Exteriores | Abolida por votación el 28 de septiembre de 1997; la última Landsgemeinde se celebró el 27 de abril de 1997. |